# Königsholz
Königsholz ist der Name eines ehemaligen Ortsteils von Witten.
Ursprünglich ein Teil der so genannten Stockumer Mark, wurde es 1768 der Gemeinde Witten zugewiesen. Aufgrund seiner Lage abseits des Wittener Ortskerns, gelegen auf einem Ausläufer des Ardeygebirges, blieb das Gebiet von der Industrialisierung längs des Ruhrtals verschont. Weder entstanden hier Zechen noch andere Industriebetriebe. Landwirtschaft und Pferde- und Kleintierzucht prägten das Bild.
Nach der Verleihung der Stadtrechte an Witten 1823 und der Erstellung des so genannten Urkatasters 1825 lag Königsholz fortan direkt an der Grenze zur Landgemeinde Annen. Die Grenzen zwischen den zu Annen gehörenden Ortsteilen und Königsholz ließen sich nicht anhand geografischer Besonderheiten erkennen, sondern verliefen teils willkürlich entlang am Katasterbrett entstandener Linien.
Während heute anhand von Gemarkungskarten Stadt- und Ortsteile beziehungsweise statistische Bezirke klar definiert sind, basiert die Bezeichnung eines Gebietes als Ortsteil vor der Gemeindereform von 1929 einer gewissen Willkür und liegt nicht selten in der Interpretation des Betrachters. So wird auf Stadtkarten, die vor 1900 entstanden sind, Königsholz nicht als Ortsteil definiert. Auf der offiziellen, von der Stadtverwaltung erstellten Karte Wittens aus dem Jahr 1911 aber wird Königsholz als Ortsteil aufgeführt, gleichberechtigt zu Ortsteilen wie Crengeldanz. Im gleichen Jahr erhielt auch der Weg, der durch den Ortsteil führte, offiziell den Namen Königsholz.
Mit der Gemeindereform von 1929 verlor Königsholz den Status eines Ortsteils. Heute ist das Gebiet entlang der Straße, die nach wie vor den Namen Königsholz trägt, bebaut – zumeist handelt es sich um zweigeschossige Bebauung von Ein- und Zweifamilienhäusern. Obwohl es in dem ehemaligen Ortsteil noch immer relativ große Grünflächen gibt und er direkt an den Stadtwald Hohenstein grenzt, gibt es schon seit den 1960er Jahren keine Landwirtschaft mehr. Der ehemalige Ortsteil ist heute ein reines Wohngebiet.